# 타라 파머톰킨슨
타라 파머톰킨슨(Tara Palmer-Tomkinson, 1971년 12월 23일 ~ 2017년 2월 8일)은 잉글랜드의 방송인, 사회자, 사교계 인사이다. T P-T로도 알려져있다.